# 谷倉山
谷倉山（やぐらさん）は栃木市の北西、鹿沼市との境界に位置する標高599mの山。栃木百名山の一つ。

## 概要
栃木市の谷倉山は、栃木市熊下（くまげ）から星野遺跡の東側に並ぶ山の列で最も鹿沼市（旧上都賀郡粟野町域）寄りの、ややなだらかな、北西から南東にのびる三角形の低山を指す。栃木市でも外れにあり、鹿沼市にまたがっている。無名の山で、土地の者しか事実上知らない。山頂は針葉樹の林と藪になっており展望は無い。マイクロ波の中継所があるだけで、訪れても何もない所である。

## 山の案内
車は、どこから入っても林道が途中で行き止まりになる。ハイキングするほど難しい高山ではない。自動車に注意しながら屋外を散歩する、「神経のすり減らし」から解放されたい人が、気分転換に行く場所にするとよい程度の山である。南東の尾根に、航空自衛隊の使用する、ヘリコプターの発着所がある。なお発着場へ行く自動車道は無い。北西に連なる山の裾野の中腹に、小山義政の正妻、小山よし姫の墓がある。ここの林道も途中で狭くなり徒歩で行くしかない。また山頂から西側、星野地区側に延びる尾根があり、麓からは手前の小山のように見える為、梵天山と呼ばれる。地元の人が、歩いて山に登り、正月に「梵天」を立てる、祝い柱の場所である。また谷倉山の西の麓に、カタクリを群生させている場所があり、ここまでは車で入れる。なお山全体を潰して、首都圏第三空港を作るという案が以前出たが、現在小康状態になっている。

## 栃木市の山としての意義
栃木市は北西側が足尾山地に接しており、山はこれだけではない。しかしながらその多くは、石灰を含むため、ドロマイト等都市建設資材として崩され、山ではなく首都圏の建物の一部になってしまった。またそれを免れても、ゴルフ場にされ、自然に近い山の形として残っているものが少ない。その中で、比較的街中から離れた位置にあるこの山だけは、不便で、これと言って何も無いため、現在の所山らしい形で残されている。栃木市の山として、しばしば言及されるのは、山の姿を残しているという理由だけであろう。なお地元住民も、代々「まもる会」を結成して、この山周辺の景観を守るようそれなりの努力はしているようである。
冬シベリアから吹き降ろす風は、栃木市谷倉山あたりで乾いて、からっ風となり、首都圏に吹き降ろす。麓を星野と言うのも、それにちなんだ地名らしい。またこのあたりの山の地形の複雑さが、東京付近の天候の決定要因となっている可能性もある。